# Manuel Hipólito Herrera Arias
Manuel Hipólito Herrera Arias, de apodo "Pila", (Santiago del Estero, 14 de octubre de 1932 - ib., 1 de noviembre de 2018) fue un político argentino, que se desempeñó como vicegobernador de la Provincia de Santiago del Estero entre 1987 y 1991 y luego como diputado nacional entre 1991 y 1999.

## Reseña biográfica
Nació en la ciudad de Santiago del Estero. Desde joven militó en el Partido Justicialista de su provincia, siendo fiel seguidor de Carlos Juárez. Fue presidente del IOSEP (obra social de los empleados provinciales) y diputado provincial.
En septiembre de 1987, fue elegido vicegobernador de Santiago del Estero junto a César Iturre como gobernador. Ambos integraron la fórmula del partido Corriente Renovadora, una rama del Partido Justicialista en la provincia. Cumplió su mandato hasta diciembre de 1991, y fue elegido ese mismo año como diputado nacional. Integró la cámara baja hasta diciembre de 1999.
En julio de 2018 sufrió un ACV y falleció en su ciudad natal el 1 de noviembre de ese año.